# 太陰神

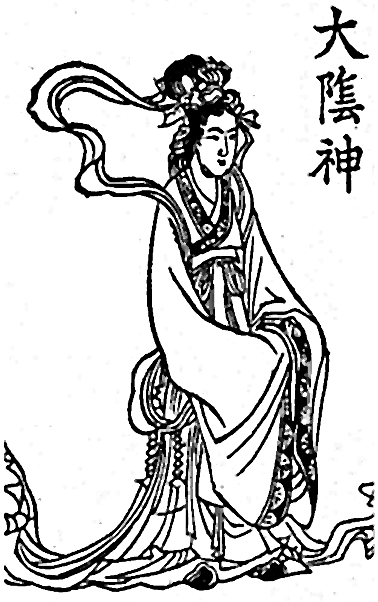
太陰神

太陰神（たいおんじん）とは、陰陽道の方位神八将神の1柱である。また、十二天将の1柱でもある。暦本によってはだいおん、太おんとも。そのほか、大陰、大陰神、太陰とも書き、たいいん、だいおんとも読む。ただし、月を意味する太陰（たいいん）とは別である。
八将神の1柱である太歳神（木星）の后で、仏教における本地仏は聖観音菩薩である。
大陰神は、土星（鎮星）の精で、土（＝陰）の性格を持っているため、男性の陽に対し女性の陰の性質に嫉妬し、太陰神の在位する方角に向かって女性に関すること（嫁取り、出産など）をすることは凶である。しかし、学問・芸術に関することは吉である。

## 太陰神の在位
夫の太歳神が在位する方角の3つ後（太歳神に向かってまっすぐ右）の方角に在位する。
その年の十二支の方位→太陰神の在位
- 子→戌
- 丑→亥
- 寅→子
- 卯→丑
- 辰→寅
- 巳→卯
- 午→辰
- 未→巳
- 申→午
- 酉→未
- 戌→申
- 亥→酉